# Giricz Vera
Giricz Vera (ruszinul Віры Ґіріц, Ungvár, 1946. július 29.) magyarországi ruszin közéleti személyiség. 2003 és 2007, valamint 2011 és 2014 között az Országos Ruszin Önkormányzat elnöke, 2014-től az Országgyűlés első ruszin szószólója.

## Életpályája
Kárpátalján született ruszin szülők gyermekeként. Az érettségit, valamint a tanári diplomát is itt szerezte. 1978-ban költözött át Magyarországra. A rendszerváltás után kapcsolódott be a ruszin közéletbe, tagja lett a Hodinka Antal Országos Ruszin Értelmiségi Egyesületnek, majd a Magyarországi Ruszinok Országos Szövetségének. 2001-et követően kezdett el önkormányzati szinten is foglalkozni a ruszinok ügyeivel beválasztották az aszódi, valamint az Országos Ruszin Önkormányzatba. 2003-ban utóbbi elnökévé is választották, tisztségét 2007-ig töltötte be, de továbbra is tagja maradt az aszódi és az országos önkormányzatnak. 2011-ben ismét az országos önkormányzat elnöke lett. A 2014-es országgyűlési választáson a ruszin nemzetiségi lista vezetője volt. Mivel a lista nem szerzett kedvezményes mandátumot, Giricz lett az Országgyűlés első ruszin nemzetiségi szószólója. A 2018-as országgyűlési választáson ismét a ruszin nemzetiségi lista vezetője lett.
Közéleti tevékenysége mellett a ruszin nyelv kérdéseivel foglalkozik, Ruszin társalgás néven nyelvkönyvet is írt. Emellett Hodinka Antal emlékének őrzésével is foglalkozik. 2006-ban a Hodinka Antal-díj egyik kitüntetettje volt.